# Häxan
Häxan (Sueco: [ˈhɛ̂ksan], "A Bruxa"; Dinamarquês: Heksen; Português: Häxan - A Feitiçaria Através dos Tempos; lançado também como A Feitiçaria Através dos Tempos) foi completado em 1920, e lançado em 1922. O filme é um filme de horror mudo em estilo documentário sueco-dinamarquês escrito e dirigido por Benjamin Christensen. Baseado parcialmente no estudo de Christensen do Malleus Maleficarum, um guia alemão do século XV para inquisidores, Häxan é um estudo de como a superstição e o desentendimento  de doenças ou doença mental poderiam levar para a histeria das caças às bruxas. O filme foi feito como um documentário mas contêm sequências dramatizadas que são comparáveis a filmes de horror.
Com a recriação meticulosa de Christensen de cenas medievais e o longo período de produção, o filme foi o mais caro filme mudo escandinavo já feito, custando quase dois milhões de coroas suecas. Embora tenha ganhado aclamação na Dinamarca e Suécia, o filme foi banido nos Estados Unidos e pesadamente censurado em outros países pelo que era considerado na época retratações gráficas de tortura, nudez, e perversão sexual, bem como anticlericalismo. É agora considerado para ser o melhor trabalho de Christensen.

## Enredo

### Parte 1
Uma dissertação acadêmica sobre as aparições de demônios e bruxas na cultura primitiva e medieval, um número de fotografias de estátuas, pinturas, e xilogravuras são usados como peças demonstrativas. Em adição, vários modelos em larga escala são empregados para demonstrar conceitos medievais da estrutura do sistema solar e a comumente aceita representação do Inferno.

### Parte 2
Uma série de vinhetas teatralmente demonstrando crenças e superstições medievais referentes a bruxaria, incluindo Satanás (interpretado por Christensen mesmo) tentando uma mulher dormindo longe da cama de seu marido e aterrorizando um grupo de monges. Também é mostrado uma mulher comprando uma poção do amor de uma suposta bruxa, e uma sequência mostrando uma suposta bruxa sonhando voar através do ar e atendendo um encontro de bruxas.

### Parte 3
Uma longa narrativa quebrada em várias partes; situada na Idade Média, trata de uma velha mulher acusada de bruxaria pela família de um homem morrendo. A narrativa é usada para demonstrar o tratamento de bruxas suspeitas por autoridades religiosas da época. A velha mulher. após ser torturada, admite ter pesado envolvimento em bruxaria, incluindo detalhadas descrições de um Sabbat de Bruxas, mesmo indo tão longe para "nomear" outras supostas bruxas, incluindo duas das mulheres na casa do homem morrendo. Eventualmente, a esposa do homem morrendo é presa como uma bruxa quando um dos clérigos acusa ela de enfeitiçá-lo.

### Parte 4
A parte final do filme procura demonstrar como as superstições dos velhos são melhor entendidas agora. Christensen procura fazer a afirmação que a maioria que foi acusada de bruxaria eram possivelmente doentes mentais, e em tempos modernos, tal comportamento é interpretado como uma doença. Seu caso gira em torno de vinhetas sobre uma sonambulista e uma cleptomaníaca, a implicação sendo que estes comportamentos teriam sido pensados como demonicamente influenciados em tempos medievais passo que os tempos modernos reconhece eles como males psicológicos. Há uma pesada ironia, entretanto, na observação que o "temperado chuveiro da clínica" o.s. o tratamento de "histéricas mulheres" em uma moderna instituição, tem substituído soluções medievais tais como a queima na fogueira.

## Elenco
O elenco de Haxän inclui:
- Benjamin Christensen como o Diabo
- Ella la Cour como Agoureira Karna
- Emmy Schønfeld como Assistente de Karna
- Kate Fabian como a Velha Empregada
- Oscar Stribolt como o Gordo Monge
- Wilhelmine Henriksen como Apelone
- Astrid Holm como Anna
- Elisabeth Christensen como Mãe de Anna
- Karen Winther como Irmã de Anna
- Maren Pedersen como a Bruxa
- Johannes Andersen como Pater Henrik, Juiz de Bruxas
- Elith Pio como Johannes, Juiz de Bruxas
- Aage Hertel como Juiz de Bruxas
- Ib Schønberg como Juiz de Bruxas
- Holst Jørgensen como Peter Titta (na Dinamarca chamado Ole Kighul)
- Clara Pontoppidan como Irmã Cecilia, Freira
- Elsa Vermehren como Freira Flagelando
- Alice O'Fredericks como Freira
- Gerda Madsen como Freira
- Karina Bell como Freira
- Tora Teje como a Mulher Histérica
- Poul Reumert como o Joalheiro
- H.C. Nilsen como o Assistente do Joalheiro
- Albrecht Schmidt como o Psiquiatra
- Knud Rassow como o Anatomista
- Ellen Rassow como a Empregada
- Frederik Christensen como um Cidadão
- Henry Seemann como um Cidadão

## Produção
Após encontrar uma cópia do Malleus Maleficarum em uma livraria de Berlim, Christensen gastou dois anos—de 1919 para 1921—estudando manuais, ilustrações e tratados sobre bruxas e caça às bruxas. Ele incluiu uma extensa bibliografia no cartaz original na estreia do filme. Ele intencionava criar um novo filme inteiramente do que uma adaptação de ficção literária, qual foi o caso para filmes daqueles dias. "Em princípio  [sic] eu sou contra essas adaptações... Eu procuro encontrar o caminho adiante para filmes originais."
Christensen obteve financiamento da grande companhia de produção sueca Svensk Filmindustri, preferindo isso aos estúdios de filme locais dinamarqueses, então ele poderia manter completa liberdade artística. Ele usou o dinheiro para comprar e reformar o estúdio de filme Astra em Hellerup, Dinamarca. Filmando então uma corrida de fevereiro através de outubro de 1921. Christensen e o cinematógrafo Johan Ankerstjerne filmaram apenas a noite ou em um set fechado para manter o aspecto escuro do filme. Pós-produção exigiu outro ano antes de o filme estrear em tardio 1922. O custo total para Svensk Film, incluindo reformar o Astra Film Studio, atingiu entre 1.5 e 2 milhões de coroas, fazendo Häxan o mais caro filme mudo escandinavo na história.

## Lançamento
O filme estreou simultaneamente em quatro cidades suecas—Estocolmo, Helsingborg, Malmö e Gothenburg—em 18 de setembro de 1922, algo muito incomum na Suécia na época. A extensão do lançamento foi de 2506 metros (quais igualam 122 minutos em 18 fps, quais foram a intencionada taxa de quadros, e 91 minutos em 24 fps de hoje). Isso recebeu sua estreia dinamarquesa em Copenhague em 7 de novembro de 1922.

## Relançamentos
O filme foi relançado em 1941 na Dinamarca com uma estendida introdução por Christensen. Os intertítulos foram também mudados nesta versão.
Em 1968, uma abreviada versão do filme (77 minutos como oposto para os 104 minutos do original) foi lançada, intitulada Witchcraft Through the Ages. Esta versão apresentou uma trilha de jazz elétrico por Daniel Humair (tocada por um quinteto incluindo Jean-Luc Ponty no violino e Daniel Humair na percussão) e dramática narração por William S. Burroughs.
Em 16 de outubro de 2001, Häxan foi lançado em DVD por The Criterion Collection. Esse relançamento apresenta uma restaurada impressão da versão original do filme, bem como a versão Witchcraft Through the Ages de 1968. Também apresentou extensivas notas de produção, uma trilha musical regravada, comentário pelo estudioso fílmico dinamarquês Casper Tybjerg, uma galeria apresentando as imagens usadas na primeira seção do filme, e a introdução de Christensen gravada para o relançamento de 1941.
O filme foi também lançado em DVD na Região 0 por Alpha Video em 1 de setembro de 2015.

## Trilhas sonoras
O filme tem tido várias trilhas sonoras diferentes através dos anos. Quando isso estreou na Suécia, foi acompanhado por uma trilha compilada de composições preexistentes. Detalhes da seleção, quais encontraram com a aprovação entusiástica do diretor, têm sido perdidas. É provável, mas não certo, que foi a mesma música como para a estreia em Copenhague dois meses depois, qual é conhecida. Em Copenhague foi tocada por uma orquestra de 50 peças, e a seleção, combinando peças por Schubert, Gluck, e Beethoven, têm sido restauradas e gravadas com um pequeno conjunto pelo arranjador/condutor Gillian Anderson para a edição de DVD de 2001 do Criterion Collection.
Tem sido alegado que o compositor e condutor dinamarquês Launy Grøndahl, bem como Emil Reesen compuseram a trilha original do filme, mas isso nunca tem sido verificado.
Em 2007, duas novas trilhas sonoras para o filme foram compostas na Grã-Bretanha. Uma foi pelo compositor e executante britânico Geoff Smith, para ser executada no dulcimer. Smith executou a trilha sonora em todo o RU em 2007. A outra foi pelo grupo britânico Bronnt Industries Kapital, e foi também executada em todo o RU e Europa em 2007. Um DVD do filme apresentando ambas trilhas sonoras foi lançado por Tartan Films em 24 de setembro de 2007.
Uma terceira trilha sonora a ser gravada e relançada em 2007 foi uma trilha comissionada do compositor de filme mudo Matti Bye [sv] pelo Instituto Sueco do Cinema. Essa trilha sonora é apresentada no lançamento em DVD da mais recente restauração do filme, feito pelo Instituto Sueco de Cinema.
Barði Jóhannsson do Bang Gang fez uma sinfonia ao filme mudo com a Orquestra da Câmara Búlgara. A Trilha Häxan foi lançada em CD em 2006.
O grupo de música experimental francês Art Zoyd também criou uma trilha sonora que foi lançada em CD em 1997. Esse trabalho foi comissionado pela Cidade de Copenhague, a União Europeia designou Capital Europeia da Cultura 1996. Membros da Art Zoyd, Gérard Hourbette e Thierry Zaboïtzeff compuseram a trilha sonora.
O conjunto de pontuação de cinema estadunidense The Rats & People Motion Picture Orchestra estreou sua nova trilha para o filme no St. Louis International Film Festival 2010.
Uma nova trilha sonora do Dublin Film Ensemble foi comissionada pelo Horrorthon Festival em 2014 para apresentação no Instituto Irlandês de Cinema.
Cenas de Häxan foram usadas no vídeo musical para a canção da banda pós-punk Future of the Left "You Need Satan More Than He Needs You".

## Recepção
Häxan tem recebido em maioria revisões positivas dos críticos. No website de revisão de filme Rotten Tomatoes atualmente tem uma classificação de 88% baseado em uma média de classificação de 7.4/10 de 16 revisões. Variety deu para o filme uma revisão positiva, louvando a atuação do filme, produção, e suas muitas cenas de "horror não adulterado". Time Out London louvou o filme, chamando isso, "Uma estranha e mais que maravilhosa infusão de documentário e animação". Crítico de cinema Leonard Maltin premiou o filme com 3 de umas possíveis 4 estrelas chamando de "visualmente deslumbrante" e "genuinamente assustador", e louvou a performance do diretor como Satanás.